# Station Shinsaibashi
Station Shinsaibashi (心斎橋駅, Shinsaibashi-eki) is een metrostation in de wijk Chūō-ku in de Japanse stad Osaka. Het wordt aangedaan door de Midosuji-lijn en de Nagahori Tsurumi-ryokuchi-lijn. Het station is verbonden met het station Yotsubashi van de Yotsubashi-lijn (Y14) door middel van een voetgangerstunnel. Doordat de lijnen elkaar kruisen hebben zij elk hun eigen perrons.

## Lijnen

### Midosuji-lijn(stationsnummer M19)
| 1 | ■Midosuji-lijn | richting Umeda, Shin-Osaka en Esaka |
| 2 | ■Midosuji-lijn | richting Namba, Tennōji en Nakamozu |

### Nagahori Tsurumi-ryokuchi-lijn(stationsnummer N15)
| 1 | ■Nagahori Tsurumi-ryokuchi-lijn | richting Morinomiya, Kyōbashi en Kadoma-Minami |
| 2 | ■Nagahori Tsurumi-ryokuchi-lijn | richting Taishō                                |

## Geschiedenis
Het station werd in 1933 geopend als eindpunt van de Midosuji-lijn, de eerste metrolijn van Osaka. In 1996 werd de Nagahori Tsurimi-ryokuchi-lijn geopend en kreeg het een halte aan dit station.

## Overig openbaar vervoer
Bussen 84, 85 en 103

## Stationsomgeving
Het centraal gelegen station bevindt zich onder de Midosuji en de Nagahori-dori, beide belangrijke verkeersaders in Osaka. Het gebied wordt gekenmerkt door grote hotels, winkelcentra, restaurants, nachtclubs en kantoren.

### Warenhuizen
- Daimaru
- OPA
- Tokyu Hands
- PARCO

### Hotels
- Hotel Nikko Osaka
- New Osaka Hotel Shinsaibashi
- Hotel Trusty Shinsaibashi
- Hotel Villa Fontaine Shinsaibashi

### Banken
- Kansai Urban Bank (hoofdkantoor)
- Shizuaka-bank

### Winkelstraten
- Winkelpassage Shinsaibashisuji
- Amerika Mura
- Crysta Nagahori (ondergronds)

### Overig
- Round1

Taishō · Dome-mae Chiyozaki · Nishi-Nagahori · Nishiōhashi · Shinsaibashi · Nagahoribashi · Matsuyamachi · Tanimachi Rokuchōme · Tamatsukuri · Morinomiya · Osaka Business Park · Kyōbashi · Gamō Yonchōme · Imafuku-Tsurumi · Yokozutsumi · Tsurumi-Ryokuchi · Kadoma-Minami